# Sundar (Elefant)

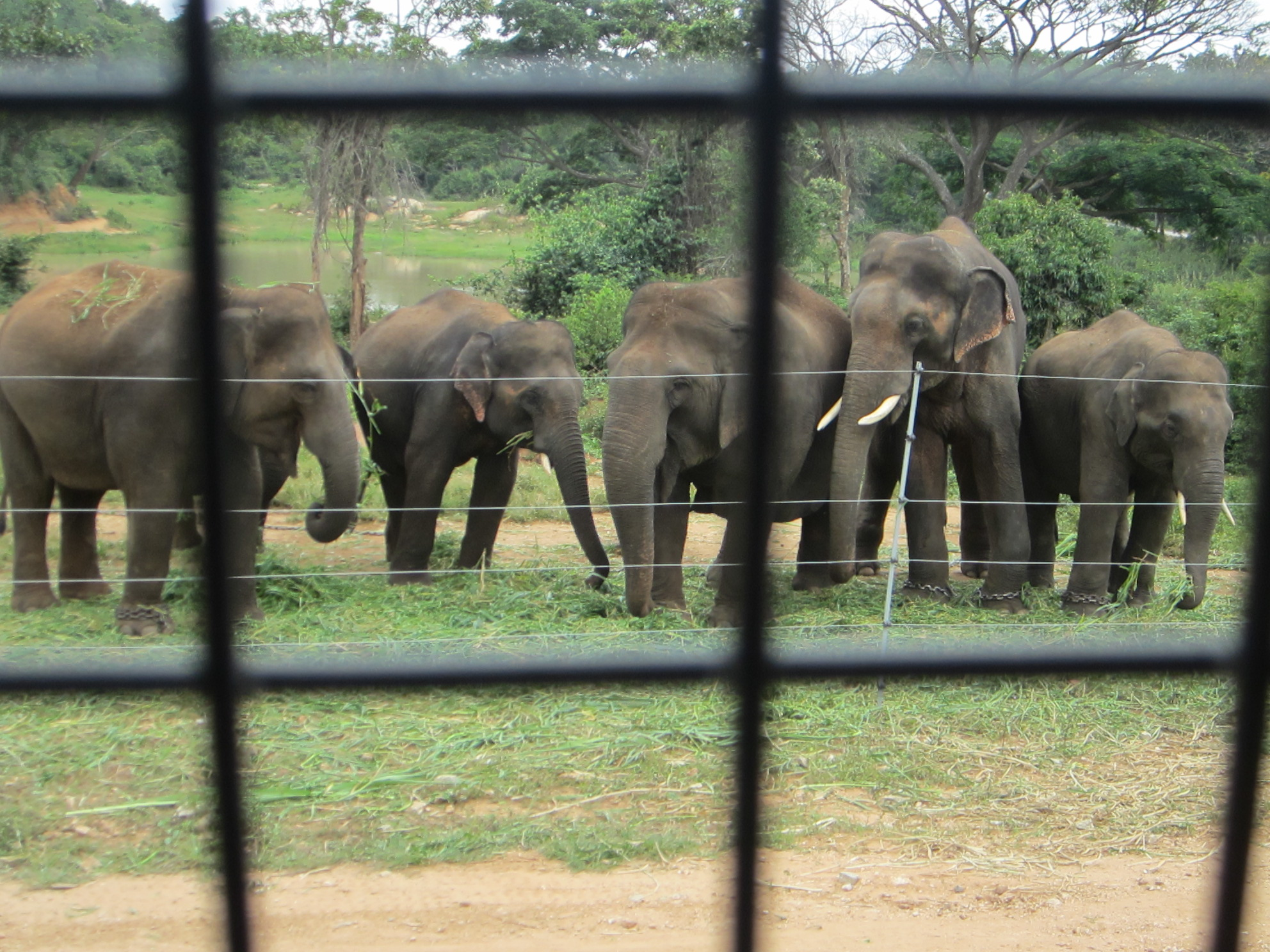
Elefant Sundar (2. von rechts) mit anderen Elefanten im Bannerghatta National Park, Juni 2016

Sundar oder Sunder (* um 1999 (?); † 26. August 2022 im Bannerghatta Biological Park, bei Bengaluru, Indien) war ein asiatischer Elefant und ehemaliger Tempelelefant, der unter äußerst problematischen Bedingungen im Jyotiba Tempel in Kolhapur, Indien, lebte und nach längeren Rechtsstreitigkeiten sowie mit großer internationaler Anteilnahme in den Bannerghatta Biological Park gerettet werden konnte.

## Leben

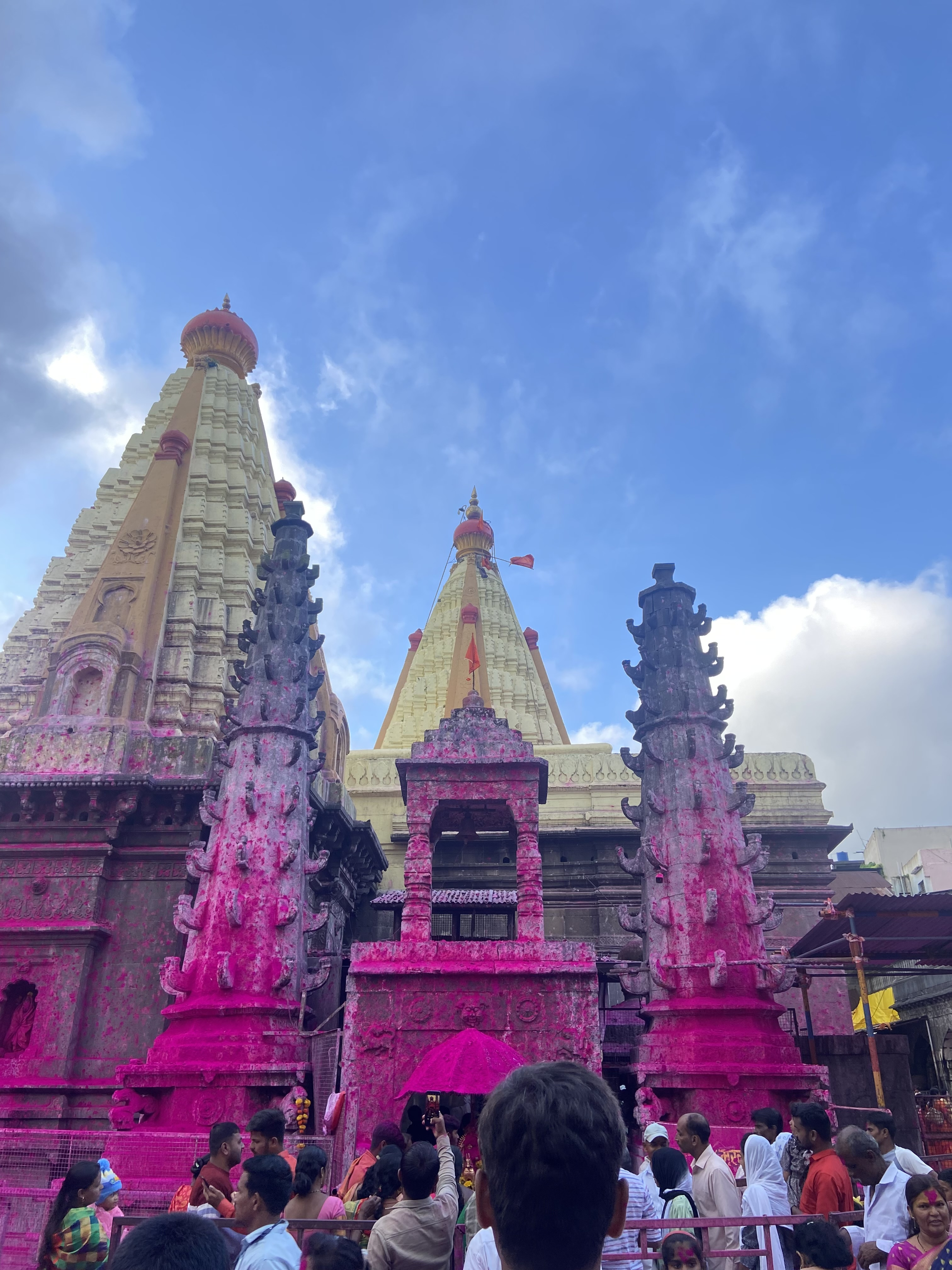
Der Jyotiba Tempel in Kolhapur, Maharashtra

Sundars Geburtsort und -datum sind nicht bekannt. Offensichtlich wurde er als Baby oder im Kindesalter illegal in der Wildnis gefangen, von seiner Mutter getrennt und „gezähmt“. Er wurde von dem Politiker Vinay Kore gekauft, der ihn im Jahr 2007 dem Jyotiba Tempel in Kolhapur als „Schenkung“ übergab.
Nachdem sich zahlreiche Personen über die horrenden Bedingungen beklagt hatten, in denen Sundar leben musste – er war ständig angekettet, teilweise mit Ketten, an denen spitze Haken angebracht waren, die sich in die Haut bohren, musste den ganzen Tag lang unter glühender Sonne auf hartem Granitboden stehen und hatte verschiedene Verletzungen von Misshandlungen –, schaltete sich die Tierschutzorganisation PETA ein und startete eine Kampagne zur Rettung des Elefanten, an denen sich eine ganze Reihe von Prominenten beteiligten. Der Ex-Beatle Paul McCartney forderte im Juli 2012 in einem offenen Brief an den indischen Premierminister die Freilassung Sundars; auch die US-Schauspielerin Pamela Anderson, die indische Filmlegende Amitabh Bachchan sowie Bollywood-Schauspielerinnen Madhuri Dixit und Celina Jaitley setzten sich öffentlich für Sundar ein.
Die Tierschützer starteten auch eine Undercover-Untersuchung und veröffentlichten auf Social Media ein Video, auf dem man sah, wie Sundar von seinem Mahut geschlagen und malträtiert wurde. Das Video löste weltweite Empörung aus.
Nachdem die Proteste keine Wirkung zeigten, reichte PETA eine Klage bei dem High Court of Bombay ein. Nachdem der Elefant sogar versucht hatte zu fliehen, ordnete der High Court die Rettung Sundars in ein Sanctuary an.
Die Tempelautoritäten weigerten sich jedoch zunächst, stattdessen wurde der Elefant heimlich auf Ländereien des  (Ex- ?)Besitzers Vinay Kore untergebracht, der Einspruch gegen das Urteil beim Supreme Court einlegte. Der Einspruch wurde jedoch abgelehnt und nach weiteren Verzögerungen – weil Sundar durch die ewigen Ketten inzwischen eine massive offene Wunde am Bein hatte –, wurde er schließlich am 5. Juni 2014 in den etwa 700 km entfernten Bannerghatta Biological Park (BBP) bei Bengaluru gebracht.
Dort lebte er mit 14 (später 20) anderen geretteten Elefanten zusammen in einem naturnahen Habitat und freundete sich besonders mit einer jungen Elefantin namens Lakshmi und einem Babyelefanten namens Shiva an.
Sangita Iyer berichtete ausführlich über den Fall Sundars in ihrem 2016 veröffentlichten Film Gods in Shackles über das Leid der Tempelelefanten und widmete ihm auch ein ganzes Kapitel in ihrem gleichnamigen Buch von 2022.
Im Juli 2017 geriet Sundar noch einmal in die Schlagzeilen, nachdem eine Gruppe angetrunkener junger Männer abends, als der Park geschlossen war, in das Elefantengehege eingebrochen war. Dabei wurde ein 27-jähriger Mann namens Abhilash getötet, als er sich selbst mit einem Elefanten fotografieren (d. h. ein sogenanntes „Selfie“ machen) wollte. Es wurde behauptet, der Mann sei von Sundar angegriffen worden; aus Mangel an verlässlichen Zeugen ist dies jedoch nicht wirklich geklärt. Nach Aussage der Autoritäten des BBP war Sundar ein ausgesprochen friedlicher Elefant, der bis dahin nie durch aggressives Verhalten aufgefallen war.
Sundar starb, für die Öffentlichkeit ziemlich überraschend, am 26. August 2022 um 21,30 Uhr. Laut Angaben des Bannerghatta Biological Park hatte er drei Tage zuvor, am 23. August, unter Koliken gelitten; zwei Tage später entdeckte man Geschwüre. Nach einer Behandlung zeigte er zwar leichte Anzeichen einer Besserung, „sprach jedoch schließlich nicht mehr auf die Behandlung an“ und verstarb.